# Michael Brundin
Michael Brundin, född 5 oktober 1965 i Timrå, är en svensk före detta fotbollsspelare. Brundin spelade främst som försvarare och spelade under sin karriär i Sverige och Portugal. Han tog SM-guld med AIK 1998 samt vann Svenska cupen två gånger.